# Белиці (Ниський повіт)
Белиці (пол. Bielice, нім. Bielitz) — село в Польщі, у гміні Ламбіновиці Ниського повіту Опольського воєводства.
Населення — 882 особи (2011).
У 1975-1998 роках село належало до Опольського воєводства.

## Демографія
Демографічна структура станом на 31 березня 2011 року:
|          | Загалом | Допрацездатний вік | Працездатний вік | Постпрацездатний вік |
| -------- | ------- | ------------------ | ---------------- | -------------------- |
| Чоловіки | 516     | 91                 | 362              | 63                   |
| Жінки    | 366     | 83                 | 195              | 88                   |
| Разом    | 882     | 174                | 557              | 151                  |